# Trichosporon mucoides
Trichosporon mucoides är en svampart som beskrevs av E. Guého & M.T. Sm. 1992. Trichosporon mucoides ingår i släktet Trichosporon och familjen Trichosporonaceae.   Inga underarter finns listade i Catalogue of Life.